# Saxifrage à nombreuses fleurs
Saxifraga florulenta
Espèce
Classification phylogénétique
Statut de conservation UICN

 LC  : Préoccupation mineure
La Saxifrage à nombreuses fleurs (Saxifraga florulenta) est une espèce de plantes à fleurs du genre Saxifraga et de la famille des Saxifragacées. C'est une plante herbacée vivace monocarpique endémique du Parc National du Mercantour.

## Description
- Feuilles : coriaces disposées en spirale et formant une rosette dense. Cette rosette vivace s'agrandit au fil des ans.
- Fleurs : roses blanchâtres en clochette le long d'une hampe florale de 10 à 40 cm portant jusqu'à 300 fleurs. 5 sépales et 5 pétales.
- Floraison : ne fleurit qu'une fois dans sa vie au bout de plusieurs dizaines d'années (40 à 75 ans).
- Racine : unique s'enfonçant dans les fissures.
- Habitat : Plante ayant une affinité pour le gneiss et ses petites fissures, où on la retrouve principalement sur les parois verticales.
- Altitude : entre 1 700 et 3 000 m.
- Plante protégée : Convention de Berne. Annexe I, Directive 92/43/CEE. Annexe II, Directive 92/43/CEE. Annexe IV, Protection nationale Annexe I (Ar. du 20-01-1982)

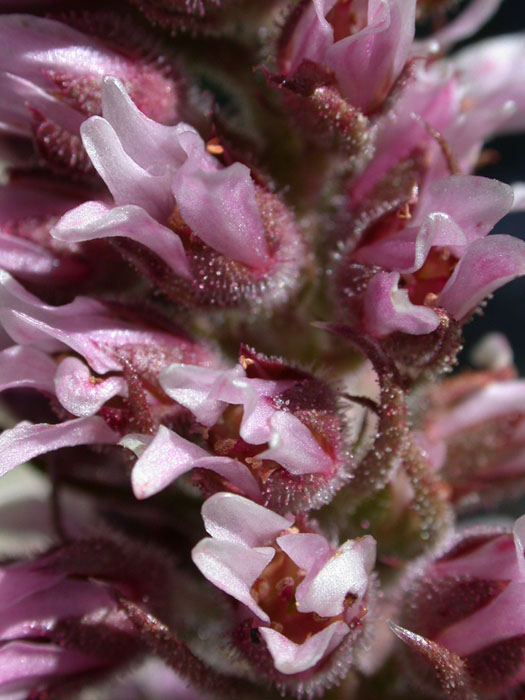
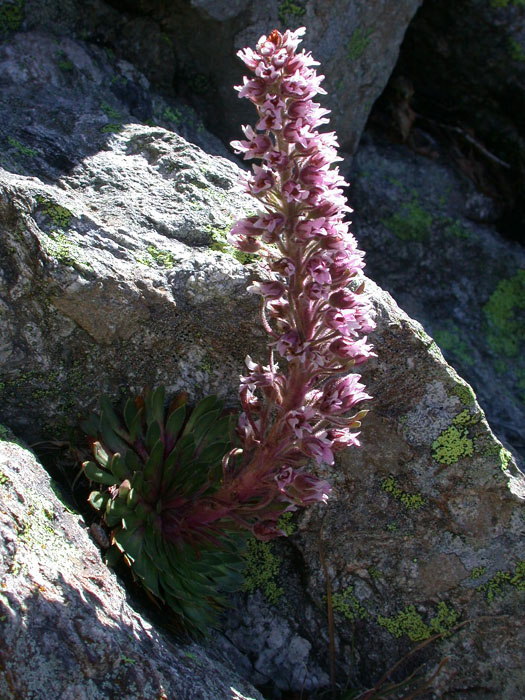

## Caractéristiques
Organes reproducteurs
- Type d'inflorescence : racème simple
- Répartition des sexes : hermaphrodite
- Type de pollinisation : entomogame
- Période de floraison : juillet à septembre

Graine
- Type de fruit : capsule
- Mode de dissémination : épizoochore

Habitat et répartition
- Habitat type: massif cristallin
- Aire de répartition: orophyte alpien méridional

Données d'après: Julve, Ph., 1998 ff. - Baseflor. Index botanique, écologique et chorologique de la flore de France. Version : 23 avril 2004. 

## Observations
Longtemps représentée comme l'emblème du Parc national du Mercantour, elle est souvent citée comme l'une des plantes endémiques les plus célèbres des Alpes.
Elle a fait l'objet de nombreux prélèvements par les collectionneurs, mais son inaccessibilité la rend peu menacée. Cependant, Gaston Bonnier indique dans la grande flore de France que cette espèce a donné lieu à un sport spécial qui consiste à la recueillir à coup de fusil.

### Annexe
- Flore des Alpes